# Инара Мурниеце
Инара Мурниеце (на латвийски: Ināra Mūrniece) е латвийска журналистка, политик и държавник. Бивша министърка на отбраната на Латвия (2022 – 2023). Журналистка във вестник Latvijas Avīze (до 2011 г.).

## Биография
Родена е на 30 декември 1970 г. в град Рига, Латвийска ССР, СССР. През 2007 г. завършва Висшето училище по икономика и култура със специалност преводач. През 2011 г. е избрана за депутат на 11-ия Сейм от партия „Национално обединение“ и става председател на комисията по правата на човека и обществените въпроси. На 4 октомври 2014 г. е избрана в 12-ия Сейм на Латвия. На 4 ноември 2014 г. е избрана за председател на Сейма на Латвия.
На 14 декември 2022 г. е назначена за министър на отбраната на Латвия. През януари 2023 г. тя подписва споразумение с министъра на отбраната на Украйна – Олексий Резников за доставка на зенитно-ракетни системи „FIM-92 Стингър“, дронове, картечници заедно с боеприпаси и хеликоптери за Украйна.
През март 2023 г. опозицията в Сейма иска оставката на Инара Мурниеце от поста ѝ министър на отбраната, във връзка с държавния конкурс за закупуване на храни за латвийската армия, искането е отхвърлено. Тя заявява, че нито тя, нито държавният секретар Янис Гарисонс са подписвали договор за тази покупка. В изказването си министърът на отбраната подчертва още, че има много неясни въпроси по тази покупка, поради което започват проверки.
На 15 септември 2023 г. тя не е включена в новия кабинет.

## Награди
- „Орден на княз Ярослав Мъдри“, II степен (от 21 октомври 2022 г., Украйна) – за значителни лични заслуги в укрепването на междудържавното сътрудничество, подкрепа на държавния суверенитет и териториалната цялост на Украйна, значителен принос в популяризирането на украинската държава в света.[6]